# If You Ever Come Back
"If You Ever Come Back" é uma música da banda irlandesa de rock alternativo The Script. A música foi lançada em 4 de Abril de 2011 como terceiro single do segundo álbum de estúdio da banda, Science & Faith. Foi composta e produzida por Danny O'Donoghue, Mark Sheehan, Steve Kipner, and Andrew Frampton.

## Faixas
1. If You Ever Come Back - 4:02

## Composição e Produção
- Composição – Danny O'Donoghue, Mark Sheehan, Steve Kipner, Andrew Frampton
- Produção – Mark Sheehan, Danny O'Donoghue, Andrew Frampton, Steve Kipner
- Bateria, guitarra, teclado e vocais – The Script
- Produção, teclado e guitarra adicionais – Andrew Frampton
- Baixo – Ben Sargeant

## Desempenho nas paradas
Em 18 de Abril de 2011, "If You Ever Come Back" estreou no Australian ARIA Singles Chart na posição #54.
| Chart                             | Melhor colocação |
| --------------------------------- | ---------------- |
| Austrália (ARIA)                  | 47               |
| Nova Zelândia (Recorded Music NZ) | 29               |